# 18 juni
18 juni is de 169ste dag van het jaar (170ste dag in een schrikkeljaar) in de gregoriaanse kalender. Hierna volgen nog 196 dagen tot het einde van het jaar.

## Gebeurtenissen
- Algemeen
  - 1839 - Willem III der Nederlanden trouwt met Sophie van Württemberg.
  - 1970 - Een hevige bosbrand op het Artillerie Schietkamp (ASK) bedreigt het nabijgelegen 't Harde. De brand wordt ternauwernood gestuit maar zes huizen branden af.
  - 1989 - Myanmar is de nieuwe naam van het Zuid-Oostaziatische land Birma.
  - 1991 - Bij een aardverschuiving in de Chileense stad Antofagasta, veroorzaakt door uitzonderlijk zware regenval, komen meer dan zestig mensen om het leven.
  - 1995 - Bij een ontploffing in een wegrestaurant in het Belgische plaatsje Eynatten, dicht bij het Drielandenpunt, komen ten minste zestien mensen om het leven en raken er drie ernstig gewond.
  - 2011 - Het leger van Venezuela stuurt vierhonderd extra manschappen naar de El Rodeo-gevangenis, 40 kilometer van hoofdstad Caracas, waar een opstand is uitgebroken.
  - 2017 - In Portugal komen 62 mensen om bij een zeer grote bosbrand in Pedrógão Grande.
  - 2023 - De doortocht van een tropische cycloon in de zuidelijke Braziliaanse staat Rio Grande do Sul leidt tot zeker dertien doden en vier vermisten. Zo'n 84.000 mensen zitten zonder stroom.[1]

- Economie
  - 1991 - De regerende Verenigde Nationale Onafhankelijkheidspartij van Zambia kiest voor de introductie van een vrijemarkteconomie naar Westers model.

- Media
  - 1930 - Oprichting van het Nationaal Instituut voor de Radio-omroep (NIR), de Belgische officiële radio.
  - 2002 - Hans Goslinga, politiek redacteur bij het dagblad Trouw, wint de Anne Vondelingprijs 2001.

- Oorlog
  - 1389 - Verdrag van Leulinghem.
  - 1815 - Slag bij Waterloo
  - 1940 - Charles de Gaulle roept vanuit Londen per radio Frankrijk op de strijd voort te zetten, hoewel het zojuist onder de voet gelopen is door nazi-Duitsland.

- Politiek
  - 1155 - Frederik I Barbarossa wordt in Rome door paus Adrianus IV gekroond tot keizer van het Heilige Roomse Rijk.
  - 1789 - Keizer Jozef II schaft de Blijde Inkomst van Brabant af en geeft daarmee aanleiding tot de Brabantse Omwenteling.
  - 1953 - Egypte wordt uitgeroepen tot republiek en generaal Mohammed Naguib ingezworen als eerste president
  - 1979 - Jimmy Carter en Leonid Brezjnev ondertekenen te Wenen het SALT 2-verdrag ter beperking van het aantal kernwapens.

- Recreatie
  - 2011 - In Movie Park Germany wordt de attractie Van Helsing's Factory geopend.

- Religie
  - 1818 - Oprichting van het rooms-katholieke apostolisch vicariaat Kaap de Goede Hoop.
  - 1990 - Paus Johannes Paulus II verheft de kerk van de H. Liduina en Onze Lieve Vrouw van de Rozenkrans te Schiedam tot basiliek.

- Sport
  - 1906 - Oprichting van de Paraguayaanse voetbalbond onder de naam Liga Paraguaya de Fútbol.
  - 1933 - Opening van het Stade Félix Bollaert in Lens, Frankrijk.
  - 1945 - Oprichting van de Poolse voetbalclub Piast Gliwice nadat Vorwärts-Rasensport Gleiwitz eerder ontbonden was.
  - 1946 - In Bogota wordt de Colombiaanse voetbalclub Millonarios opgericht.
  - 1972 - West-Duitsland wint in Brussel het EK voetbal door de Sovjet-Unie in de finale met 3-0 te verslaan.
  - 1989 - In Berlijn eindigt de Nederlandse hockeyploeg als tweede bij het toernooi om de Champions Trophy.
  - 1994 - Alexander Popov, regerend olympisch kampioen uit Rusland, scherpt in Monte Carlo het wereldrecord op de 100 meter vrije slag aan tot 48,21. Het oude record (48,42) stond sinds 10 augustus 1988 op naam van de Amerikaanse zwemmer Matt Biondi.
  - 1995 - Noorwegen wint het tweede WK voetbal voor vrouwen door Duitsland in de finale met 2-0 te verslaan.
  - 2009 - Clarence Seedorf koopt de Italiaanse voetbalclub AC Monza Brianza 1912 via zijn bedrijf ON-International. Ook voormalig profvoetballer Giuseppe Bergomi en zakenman Salvo Zangari betalen mee en worden mede-eigenaren.
  - 2023 - Tallon Griekspoor wint op het Libéma Open in Rosmalen de tweede ATP-titel in zijn loopbaan door in de finale de Australiër Jordan Thompson in drie sets te verslaan.[2]
  - 2023 - De Nederlander Mathieu van der Poel wint de Ronde van België.[3]
  - 2023 - De Deen Mattias Skjelmose rijdt naar de eindzege in de Ronde van Zwitserland. Juan Ayuso uit Spanje, die de afsluitende tijdrit wint, pakt de tweede plaats en de Belg Remco Evenepoel wordt derde. De Nederlander Wilco Kelderman haalt net niet het podium.[4]
  - 2023 - Jekaterina Aleksandrova uit Rusland prolongeert haar titel op het Libéma Open in Rosmalen door in de finale haar landgenote Veronika Koedermetova in drie sets te verslaan.[5]

- Wetenschap en technologie
  - 1908 - In Nature wordt door A. A. Campbell Swinton een volledig elektronisch televisiesysteem beschreven.
  - 1928 - Amelia Earhart vliegt als eerste vrouw over de Atlantische Oceaan, als passagier.
  - 1981 - Introductie van het eerste genetische gemodificeerde vaccin (een vaccin tegen mond-en-klauwzeer).
  - 1983 - Sally Ride is de eerste Amerikaanse vrouw in de ruimte als bemanningslid van spaceshuttle Challenger tijdens missie STS-7.[6]

## Geboren

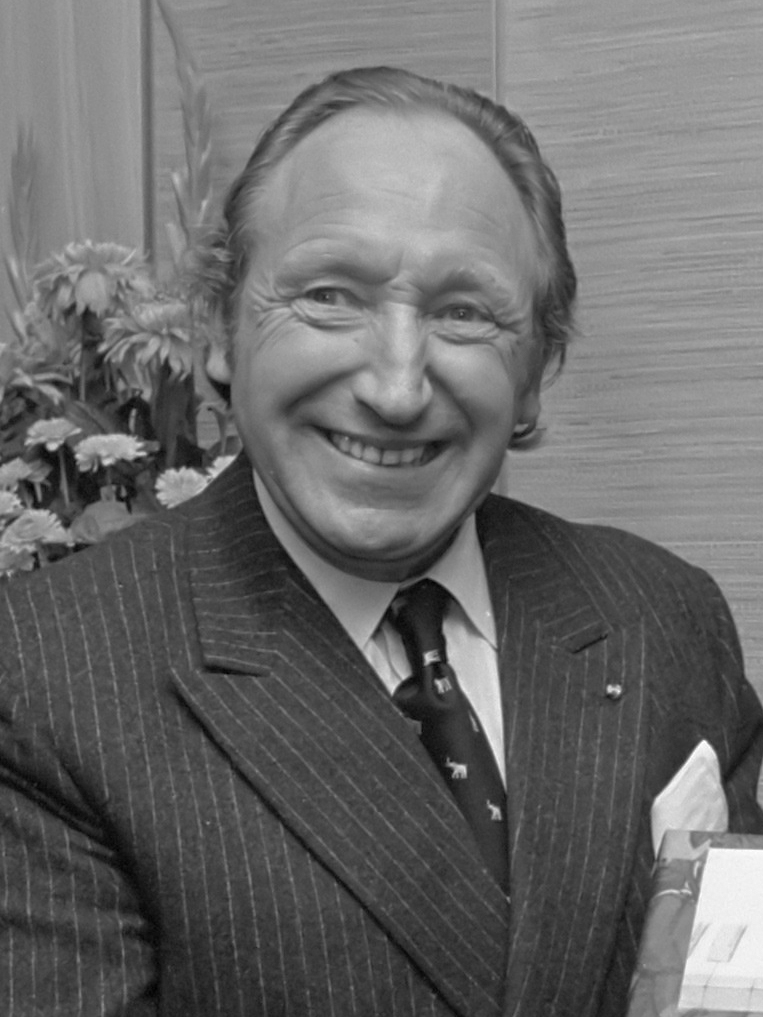
Herman Krebbers
geboren in 1923

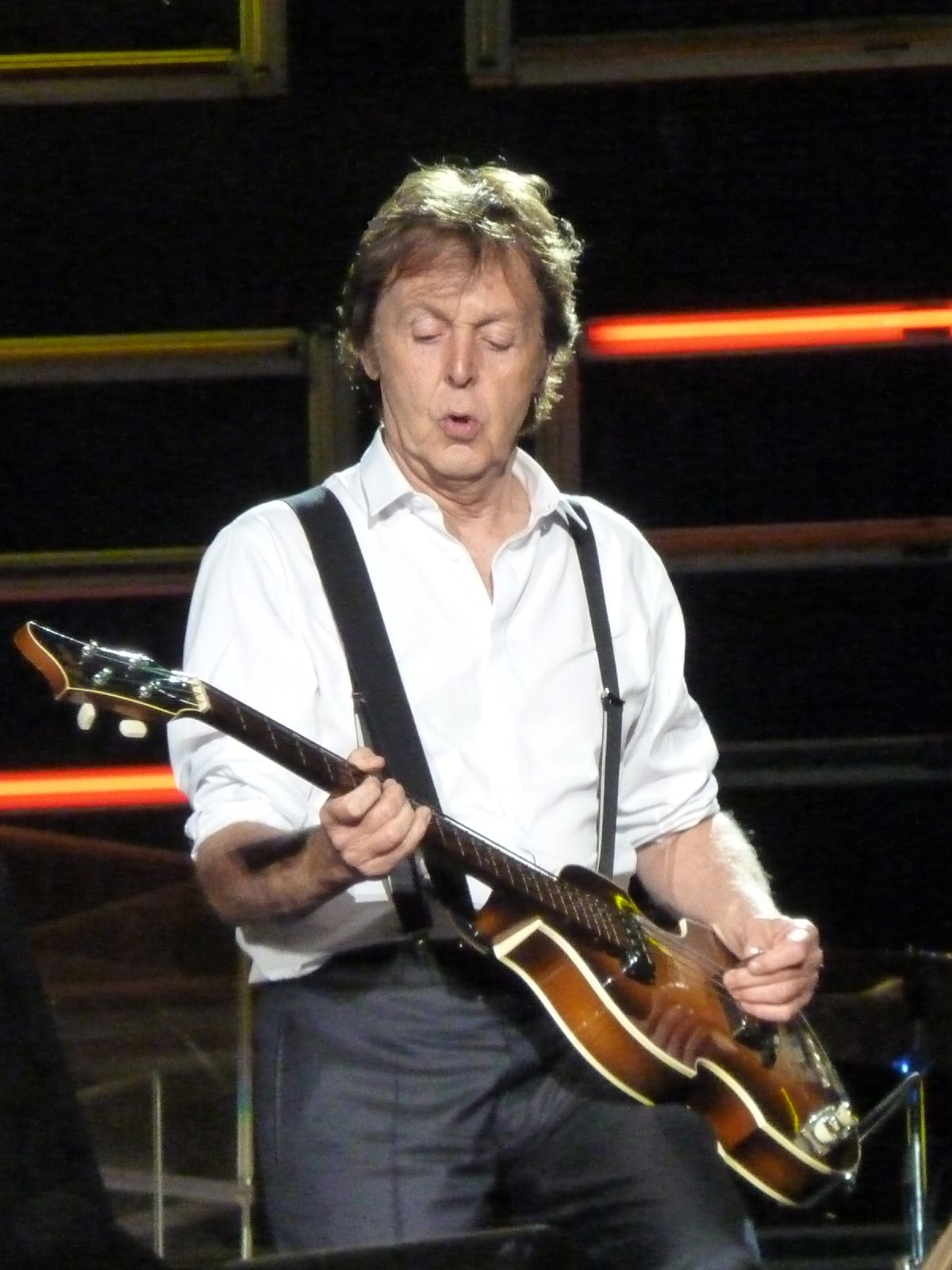
Paul McCartney
geboren in 1942

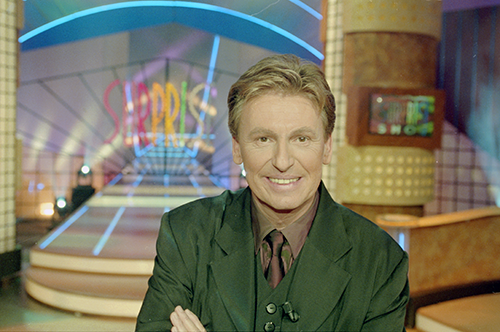
Henny Huisman
geboren in 1951

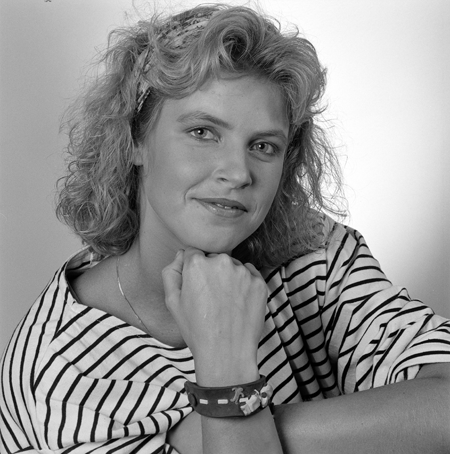
Irene Moors
geboren in 1967

Alex Hirsch
geboren in 1985

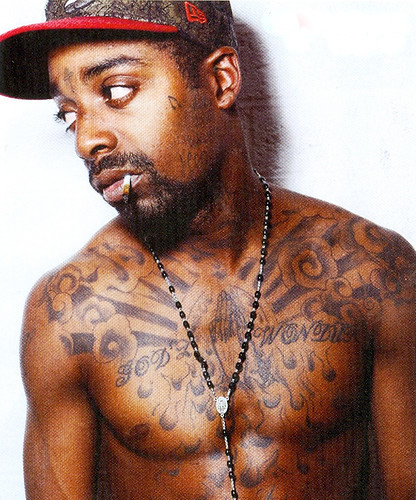
Kempi
geboren in 1986

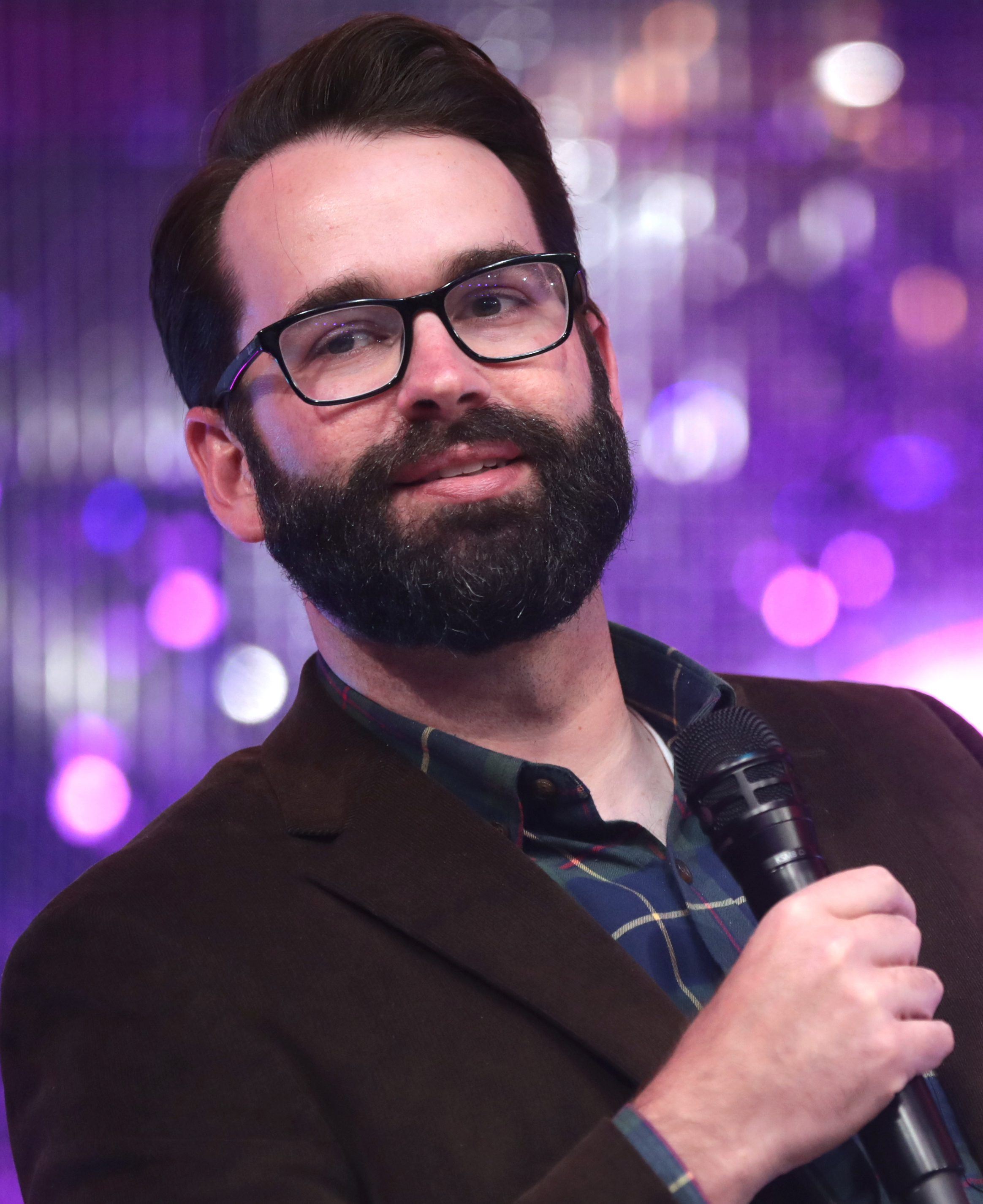
Matt Walsh
geboren in 1986

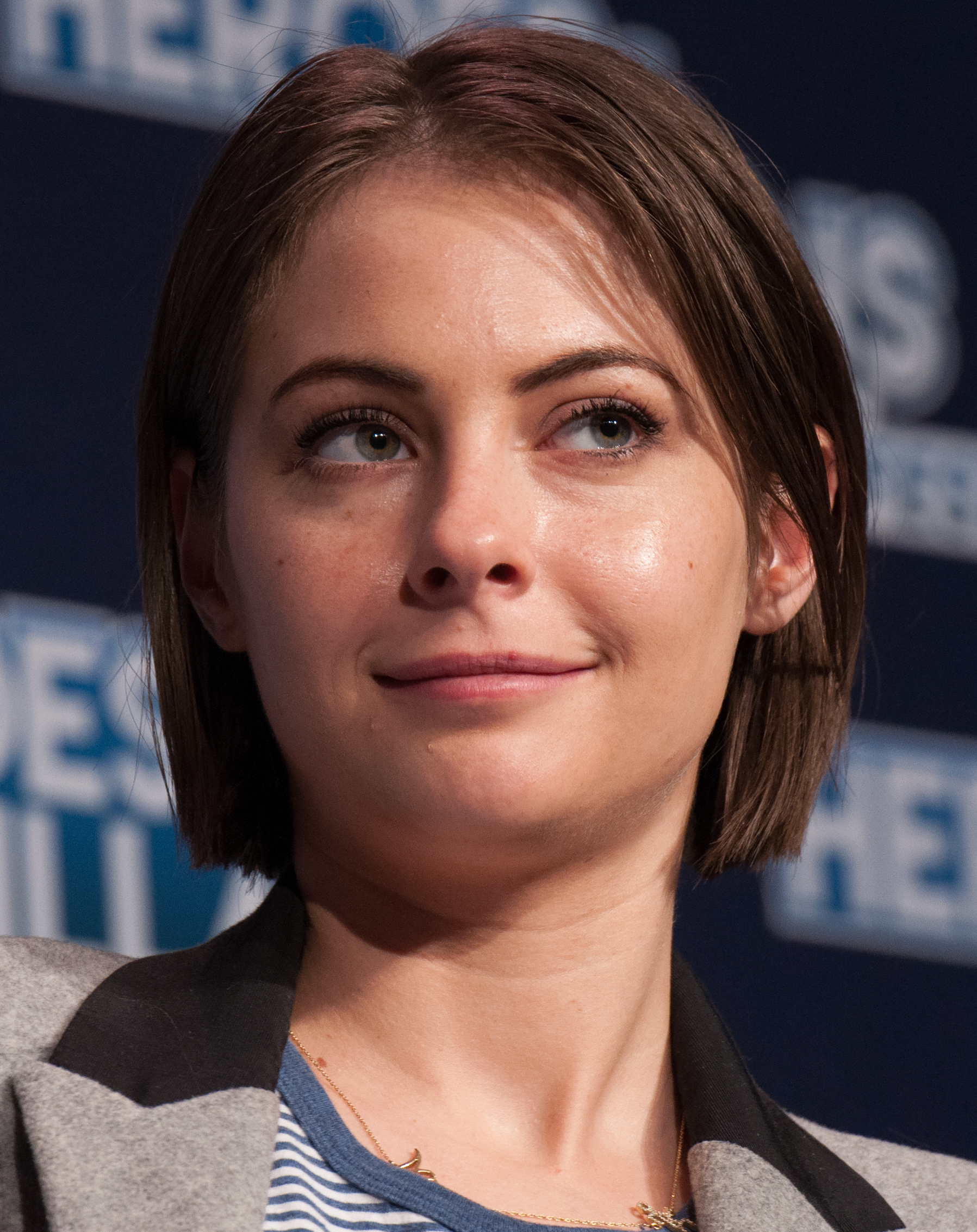
Willa Holland
geboren in 1991

- 1710 - Klaas Annink, 'Huttenkloas', Nederlands misdadiger (overleden 1775)
- 1757 - Ignaz Pleyel, Oostenrijks componist (overleden 1831)
- 1812 - Ivan Gontsjarov, Russisch schrijver (overleden 1891)
- 1831 - Peter Nicolai Arbo, Noors kunstschilder (overleden 1892)
- 1835 - Julius van de Sande Bakhuyzen, Nederlands kunstschilder en etser (overleden 1925)
- 1842 - Theodorus Cox, Nederlands kunstsmid (overleden 1915)
- 1858 - Hector Rason, 7e premier van West-Australië (overleden 1927)
- 1864 - Agnes Goodsir, Australisch kunstschilder (overleden 1939)
- 1866 - Karl Josef Gollrad, Duits kunstschilder (overleden 1940)
- 1874 - George Tupou II, 2e koning van Tonga (overleden 1918)
- 1889 - Wilhelmus Mutsaerts, Nederlands bisschop (overleden 1964)
- 1908 - Karl Hohmann, Duits voetballer en trainer (overleden 1974)
- 1909 - Lena Constante, Roemeens schrijver en beeldend kunstenaar (overleden 2005)
- 1912 - Glenn Morris, Amerikaans atleet (overleden 1974)
- 1915 - Victor Legley, Belgisch altviolist en componist (overleden 1994)
- 1916 - Lucien Storme, Belgisch wielrenner (overleden 1945)
- 1917 - Erik Ortvad, Deens kunstschilder (overleden 2008)
- 1918 - Reinaldo Gorno, Argentijns atleet (overleden 1994)
- 1918 - Frank Mundy, Amerikaans autocoureur (overleden 2009)
- 1920 - Aster Berkhof, Belgisch schrijver (overleden 2020)
- 1920 - Frans Kokshoorn, Nederlands acteur (overleden 2007)
- 1923 - Herman Krebbers, Nederlands violist (overleden 2018)
- 1924 - Mat Mathews, Nederlands jazz-accordeonist (overleden 2009)
- 1924 - Liesbeth den Uyl-van Vessem, Nederlands schrijfster, activiste en politica (overleden 1990)
- 1925 - Marijke Hoving, Nederlands  cabaretière
- 1926 - Aad Bak, Nederlands voetballer (overleden 2009)
- 1927 - Paul Eddington, Brits acteur (overleden 1995)
- 1927 - Róbert Ilosfalvy, Hongaars operazanger (overleden 2009)
- 1928 - Cornelis Augustijn, Nederlands theoloog, predikant en kerkhistoricus (overleden 2008)
- 1929 - Jürgen Habermas, Duits filosoof en socioloog
- 1930 - Thijs Chanowski, Nederlands ondernemer, producent, onderzoeker en hoogleraar (overleden 2017)
- 1930 - Wim de Vreng, Nederlands zwemmer (overleden 1980)
- 1931 - Fernando Henrique Cardoso, Braziliaans politicus; president 1995-2003
- 1931 - Klaus Wunderlich, Duits (elektronisch) organist (overleden 1997)
- 1932 - Dudley R. Herschbach, Amerikaans scheikundige en Nobelprijswinnaar
- 1932 - Hugo de Ridder, Belgisch journalist (overleden 2018)
- 1933 - Annie Servais-Thysen, Belgisch politica (overleden 2022)
- 1933 - Jean Wicki, Zwitsers bobsleeër (overleden 2023)
- 1933 - Hans Zomer, Nederlands oratoriumzanger (overleden 2021)
- 1934 - Stafke Fabri, Belgisch zanger (overleden 2006)
- 1934 - Torbjørn Yggeseth, Noors schansspringer (overleden 2010)
- 1935 - John Spencer, Brits snookerspeler (overleden 2006)
- 1935 - Mitsuteru Yokoyama, Japans mangaka (overleden 2004)
- 1936 - Denny Hulme, Nieuw-Zeelandse autocoureur (overleden 1992)
- 1936 - Ronald Venetiaan, Surinaams dichter en politicus
- 1938 - Kimiyo Matsuzaki, Japans tafeltennisster
- 1938 - Joop Worrell, Nederlands politicus (overleden 2022)
- 1939 - Hercules Bellville, Amerikaans filmproducent (overleden 2009)
- 1939 - Arie Berkulin, Nederlands beeldhouwer (overleden 2025)
- 1940 - Mirjam Pressler, Duits schrijver en vertaler (overleden 2019)
- 1941 - Edward Ferry, Amerikaans roeier (overleden 2023)
- 1941 - Lygia Kraag-Keteldijk, Surinaams politica
- 1941 - Roger Lemerre, Frans voetballer en voetbalcoach
- 1941 - Chas Newby, Brits bassist (overleden 2023)
- 1942 - Giacinto Facchetti, Italiaans voetballer (overleden 2006)
- 1942 - Thabo Mbeki, Zuid-Afrikaans president
- 1942 - Paul McCartney, Brits singer-songwriter (onder andere The Beatles en Wings)
- 1942 - Hans Vonk, Nederlands dirigent (overleden 2004)
- 1943 - Raffaella Carrà, Italiaans zangeres, presentatrice en actrice (overleden 2021)
- 1943 - Éva Marton, Hongaars operazangeres
- 1944 - Ab Krook, Nederlands schaatscoach (overleden 2020)
- 1944 - Sandy Posey, Amerikaans zangeres (overleden 2024)
- 1945 - Haico Scharn, Nederlands atleet (overleden 2021)
- 1946 - Hanny Alders, Nederlands schrijfster (overleden 2010)
- 1946 - Maria Bethânia, Braziliaans zangeres
- 1946 - Fabio Capello, Italiaans voetballer en voetbaltrainer
- 1946 - Wout Muller, Nederlands kunstschilder (overleden 2000)
- 1946 - Hans Sanders, Nederlands zanger (Bots) (overleden 2007)
- 1948 - Freddy De Kerpel, Belgisch bokser
- 1949 - Jarosław Kaczyński, Pools politicus
- 1949 - Lech Kaczyński, Pools politicus (overleden 2010)
- 1950 - Annelie Ehrhardt, Oost-Duits atlete (overleden 2024)
- 1950 - Heddy Lester, Nederlands zangeres en actrice (overleden 2023)
- 1951 - Henny Huisman, Nederlands televisiepresentator en drummer (Lucifer)
- 1951 - Nobutaka Taguchi, Japans zwemmer en olympisch kampioen
- 1952 - Romeo Candazo, Filipijns politicus en mensenrechtenadvocaat (overleden 2013)
- 1952 - Idriss Déby, Tsjadisch politicus; president 1990-2021 (overleden 2021)
- 1952 - Miriam Flynn, Amerikaans actrice
- 1952 - Isabella Rossellini, Italiaans actrice en model, dochter van Ingrid Bergman
- 1952 - Ron Steens, Nederlands hockeyer (overleden 2024)
- 1954 - Cor van de Stroet, Nederlands dansleraar en danser
- 1955 - Mísia, Portugees fadozangeres (overleden 2024)
- 1956 - John Graham, Brits atleet
- 1957 - Klaas Touwen, Nederlands predikant
- 1958 - Peter Altmaier, Duits politicus
- 1959 - Viveca Sten, Zweeds schrijfster en juriste
- 1960 - Barbara Broccoli, Amerikaans filmproducente
- 1961 - Dzintar Klavan, Estisch voetballer
- 1961 - Alison Moyet, Brits zangeres (onder andere Yazoo)
- 1962 - Eddie Fowlkes, Amerikaanse technoproducer
- 1962 - Rudi Janssens, Belgisch socioloog (overleden 2021)
- 1963 - Jeff Mills, Amerikaans technoartiest
- 1964 - Wilson Mendonça, Braziliaans voetbalscheidsrechter
- 1964 - Bruno Thoelen, Belgisch voetballer (overleden 2012)
- 1965 - Kim Dickens, Amerikaans actrice
- 1966 - Kurt Browning, Canadees figuurschaatser
- 1966 - Oleksii Reznikov, Oekraïens advocaat en politicus
- 1967 - Irene Moors, Nederlands televisiepresentatrice
- 1968 - Martin Abbenhuis, Nederlands voetballer
- 1970 - Ivan Kozák, Slowaaks voetballer
- 1970 - Arsen Yegiazarian, Armeens schaakgrootmeester (overleden 2020)
- 1970 - Jeffrey Spalburg, Nederlandse cabaretier, acteur, stand-upcomedian, tekstschrijver en regisseur
- 1971 - Jorge Bermúdez, Colombiaans voetballer en voetbalcoach
- 1971 - Artur Krasiński, Pools wielrenner
- 1971 - Jason McAteer, Iers voetballer
- 1972 - Anu Tali, Estisch dirigent
- 1973 - Michael Lerjéus, Zweeds voetbalscheidsrechter
- 1973 - Lesmond Prinsen, Nederlands voetballer
- 1974 - Vincenzo Montella, Italiaans voetballer
- 1975 - Sidney Smeets, Nederlands politicus, advocaat en schrijver
- 1976 - Laura Lynn, Belgisch zangeres
- 1976 - Christoff, Belgisch zanger
- 1977 - Kaja Kallas, Estisch politica
- 1977 - Cath Luyten, Belgisch televisiepresentatrice en programmamaakster
- 1977 - Dilan Yeşilgöz-Zegerius, Turks-Nederlands politica
- 1978 - Kathleen Aerts, Belgisch zangeres (onder andere K3)
- 1978 - Pol Amat, Spaans hockeyer
- 1978 - István Bernula, Hongaars autocoureur
- 1978 - Severine Doré, Belgisch zangeres
- 1978 - Wang Liqin, Chinees tafeltennisser
- 1979 - Nicole Brändli, Zwitsers wielrenster
- 1979 - Aleksej Grisjin, Wit-Russisch freestyleskiër
- 1979 - Ricardo Marques, Braziliaans voetbalscheidsrechter
- 1979 - Tsugio Matsuda, Japans autocoureur
- 1979 - Goran Sankovič, Sloveens voetballer (overleden 2022)
- 1979 - Jessica van der Spil, Nederlands judoka
- 1980 - Musa Audu, Nigeriaans atleet
- 1980 - Daniele Gangemi, Italiaans regisseur en scenarioschrijver
- 1980 - Sergej Kirdjapkin, Russisch atleet
- 1980 - Craig Mottram, Australisch atleet
- 1981 - Teun Mulder, Nederlands baanwielrenner
- 1981 - Marco Streller, Zwitsers voetballer
- 1981 - Egbert-Jan Weeber, Nederlands acteur
- 1982 - Mateusz Ligocki, Pools snowboarder
- 1982 - Jevgenia Zinoerova, Russisch atlete
- 1983 - Khalil Beschir, Libanees autocoureur
- 1983 - Guilbaut Colas, Frans freestyleskiër
- 1983 - Alberto Radstake, Nederlands televisieproducent
- 1983 - Thomas Zangerl, Oostenrijks freestyleskiër
- 1985 - Alex Hirsch, Amerikaans televisieproducent en stemacteur
- 1986 - Richard Gasquet, Frans tennisser
- 1986 - Richard Madden, Brits acteur
- 1986 - Kempi, Nederlands rapper
- 1986 - Matt Walsh, Amerikaans politiek commentator en auteur
- 1987 - Marcelo Moreno, Boliviaans voetballer
- 1988 - Virginie Cueff, Frans baanwielrenster
- 1988 - Linsy Heister, Nederlands openwaterzwemster
- 1988 - Porscha Lucas, Amerikaans atlete
- 1988 - Liesbeth Rasker, Nederlands journaliste en columniste
- 1988 - Islam Slimani, Algerijns voetballer
- 1989 - Pierre-Emerick Aubameyang, Gabonees voetballer
- 1989 - Ívar Orri Kristjánsson, IJslands voetbalscheidsrechter
- 1989 - Cedric Nolf, Belgisch atleet
- 1989 - Anna Veith, Oostenrijks skiester
- 1990 - Sandra Izbașa, Roemeens gymnaste
- 1990 - Kennedy Kimutai, Keniaans atleet
- 1990 - Christian Taylor, Amerikaans atleet
- 1991 - Willa Holland, Amerikaans actrice en model
- 1991 - Anna Swenn-Larsson, Zweeds alpineskiester
- 1992 - Zsófia Döme, Hongaars alpineskiester
- 1992 - Ruud ten Wolde, Nederlands televisiemaker, journalist en schrijver (overleden 2021)
- 1993 - Ferry van Willigen (Mafe), Nederlands rapper
- 1994 - Mārtiņš Onskulis, Lets alpineskiër
- 1995 - Maksim Kovtoen, Russisch kunstschaatser
- 1995 - Soy Kroon, Nederlands acteur
- 1995 - Michael Saruni, Keniaans atleet
- 1996 - Niki Wories, Nederlands kunstschaatsster
- 1998 - Patricia Janečková, Slowaaks operazangeres (overleden 2023)
- 1998 - Sarah Nauta, Nederlands zangeres en actrice
- 2001 - Levy Frauenfelder, Nederlands darter
- 2002 - Jade Le Guilly, Frans voetbalster
- 2004 - Devin Haen, Nederlands voetballer
- 2004 - Cathinka Tandberg, Noors voetbalster
- 2005 - Nathan Zézé, Frans-Ivoriaans voetballer
- 2008 - Guille Fernández, Spaans voetballer

## Overleden

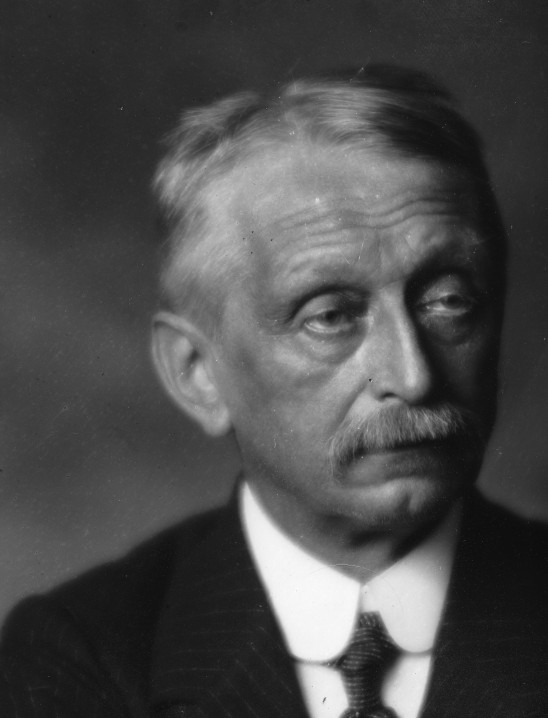
Jacobus Cornelius Kapteyn
overleden in 1922

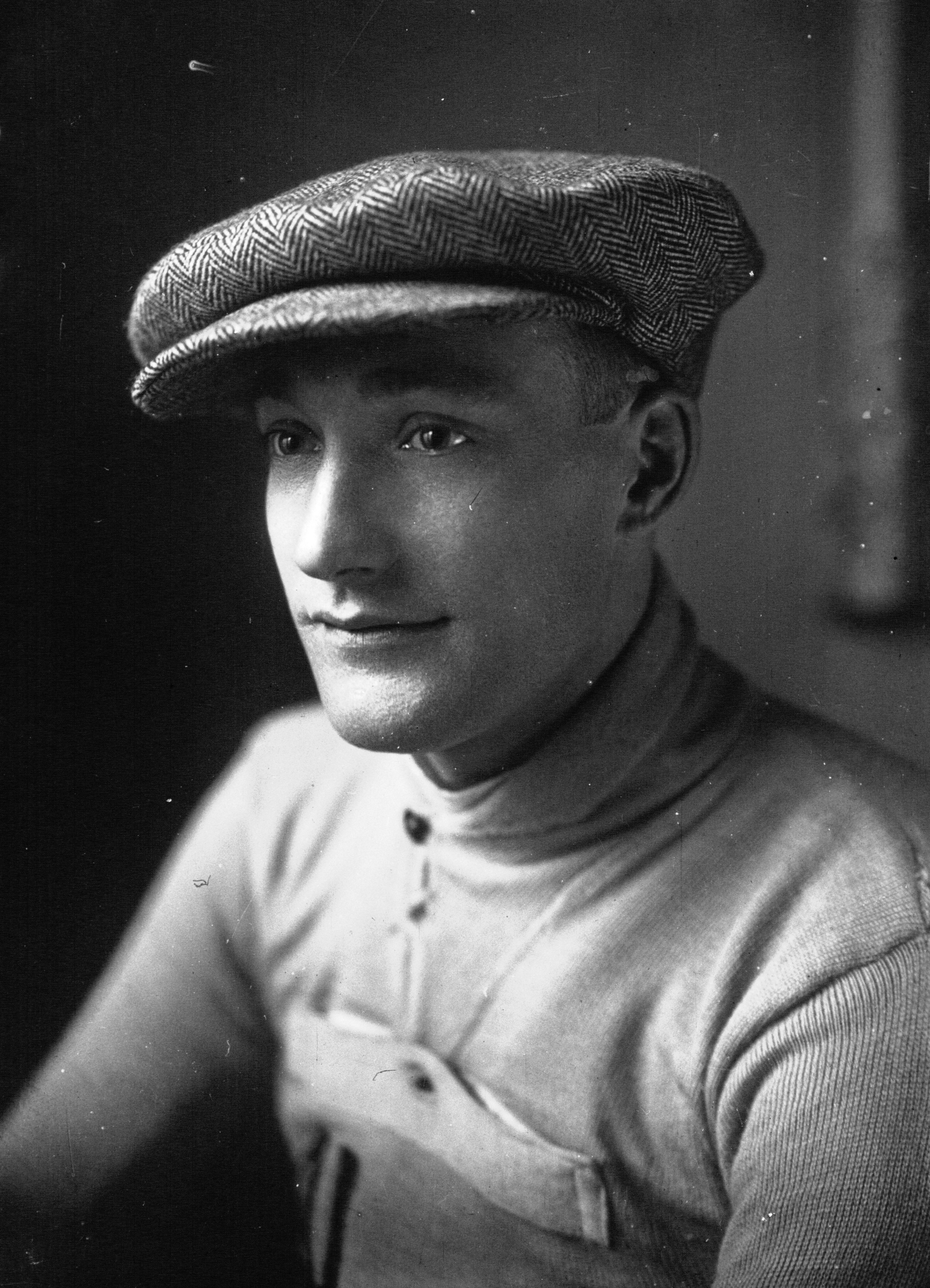
André Leducq
overleden in 1980

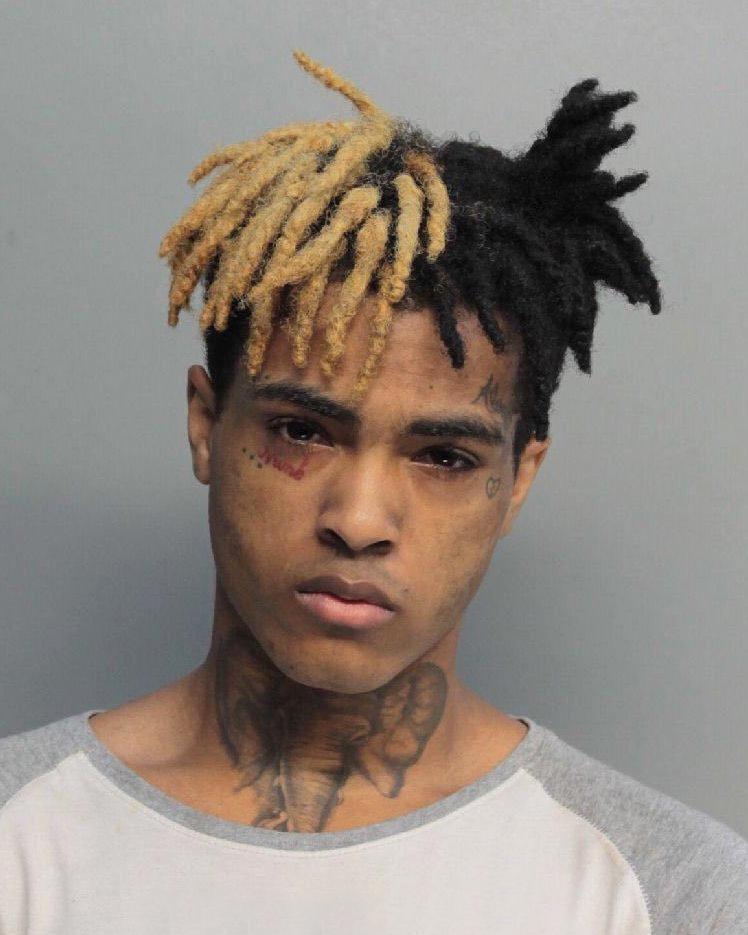
XXXTentacion
overleden in 2018

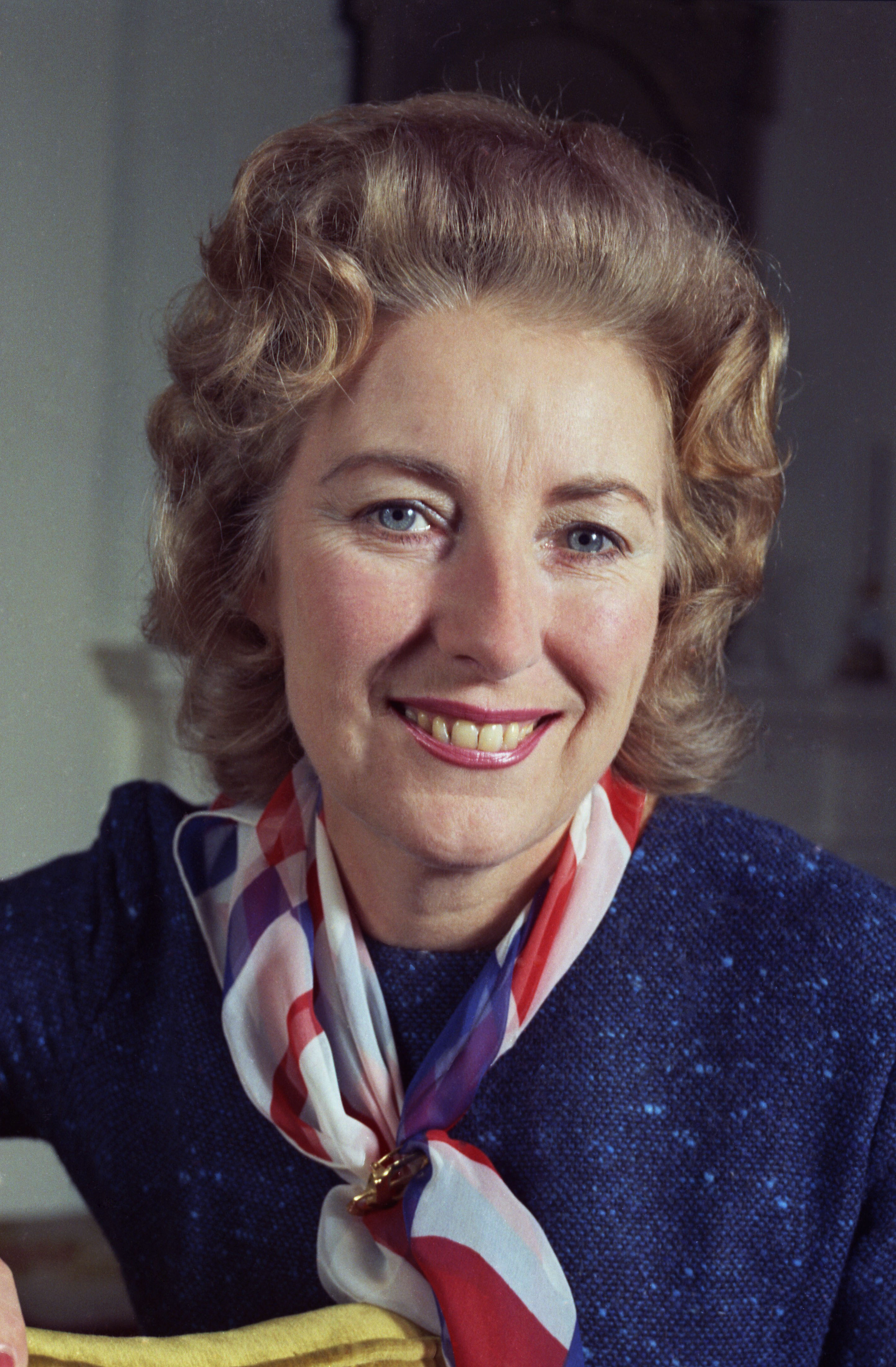
Vera Lynn
overleden in 2020

- 741  - Leo III (ca. 66), Byzantijns keizer
- 1464 - Rogier van der Weyden (ca. 64), Vlaams schilder
- 1865 - Antoine Wiertz (59), Belgisch beeldhouwer
- 1880 - John Sutter (77), Zwitsers-Amerikaans ondernemer
- 1923 - Luis Terrazas (94), Mexicaans politicus, militair en haciendero
- 1922 - Jacobus Cornelius Kapteyn (71), Nederlands astronoom
- 1926 - Olga Konstantinova van Rusland (74), Russisch grootvorstin
- 1928 - Roald Amundsen (55), Noors ontdekkingsreiziger
- 1929 - Carlo Airoldi (59), Italiaans atleet
- 1935 - Bror Wiberg (45), Fins voetballer
- 1936 - Maksim Gorki (68), Russisch roman- en toneelschrijver
- 1940 - Erich Meng (28), Duits voetballer
- 1942 - Jozef Gabčík (30), Slowaaks verzetsstrijder
- 1945 - Nico Treep (49), Nederlands violist en dirigent
- 1952 - Efim Bogoljoebov (63), Oekraïens-Duits schaakspeler
- 1952 - Diana Coomans (90), Belgisch kunstschilder
- 1960 - Al Herman (33), Amerikaans autocoureur
- 1963 - Hans Kaart (43), Nederlands acteur en tenor
- 1964 - Henk Asperslagh (57), Nederlands schilder, glazenier en monumentaal kunstenaar
- 1964 - Stien Eelsingh (60), Nederlands kunstschilderes
- 1967 - Giacomo Russo (29), Italiaans autocoureur
- 1968 - Nikolaus von Falkenhorst (83), Duits generaal
- 1973 - Willem Vogt (84), Nederlands omroeppionier
- 1977 - Franco Rol (69), Italiaans autocoureur
- 1980 - André Leducq (76), Frans wielrenner
- 1982 - Curd Jürgens (67), Duits-Oostenrijks acteur
- 1991 - Leonida Frascarelli (85), Italiaans wielrenner
- 1991 - Joseph Van Staeyen (71), Belgisch wielrenner
- 1993 - Eva Arndt (73), Deens zwemster
- 1996 - Luke Walter jr. (48), Belgisch zanger
- 1997 - Edmond Leburton (82), premier van België
- 2000 - Nancy Marchand (71), Amerikaans actrice
- 2006 - Myriam von Fürstenberg (97), weduwe van de NSB-politicus Max graaf de Marchant et d'Ansembourg
- 2006 - Vincent Sherman (99), Amerikaans filmregisseur
- 2008 - Michel Waisvisz (58), Nederlands componist en muzikant
- 2010 - José Saramago (87), Portugees schrijver
- 2010 - Keith Snell (59), Nederlands schrijver en vertaler
- 2012 - Lina Haag (105), Duits verzetsstrijdster
- 2014 - Stephanie Kwolek (90), Amerikaans chemicus en uitvindster
- 2014 - Claire Martin (100), Canadees schrijfster
- 2014 - Horace Silver (85), Amerikaans jazzpianist en -componist
- 2015 - Hans Kosterman (70), Nederlands zanger/gitarist en bestuurder
- 2015 - Henk Krosenbrink (87), Nederlands dichter, streekschrijver en toneelschrijver
- 2016 - Paul Cox (76), Nederlands-Australisch regisseur
- 2016 - Sverre Kjelsberg (69), Noors zanger
- 2016 - Truus Menger-Oversteegen (92), Nederlands verzetsstrijder
- 2016 - Vittorio Merloni (83), Italiaans ondernemer
- 2016 - Piet Slegers (92), Nederlands kunstenaar
- 2016 - Wu Jianmin (77), Chinees diplomaat
- 2018 - XXXTentacion (20), Amerikaans rapper, zanger en songwriter
- 2018 - Big Van Vader (63), Amerikaans worstelaar
- 2019 - Maria Giuseppa Robucci-Nargiso (116),  Italiaans supereeuwelinge
- 2020 - Tibor Benedek (47), Hongaars waterpolospeler
- 2020 - Claus Biederstaedt (91), Duits acteur
- 2020 - Vera Lynn (103), Brits zangeres
- 2020 - Jules Sedney (97), Surinaams politicus
- 2021 - Giampiero Boniperti (92), Italiaans voetballer en politicus
- 2021 - Hélène Ramjiawan (69), Surinaams kinderboekenschrijfster
- 2021 - Milkha Singh (85), Indiaas atleet
- 2022 - Marie-Rose Gaillard (77), Belgisch wielrenster
- 2023 - Fred van Beek (93), Nederlands yogaleraar
- 2023 - Jellie Brouwer (59), Nederlands journaliste en presentatrice
- 2023 - Big Pokey (Milton Powell) (45), Amerikaans rapper
- 2023 - Sabine Wils (64), Duits politica
- 2024 - Anouk Aimée (92), Frans actrice
- 2024 - James Chance (71), Amerikaans zanger en saxofonist
- 2024 - Willie Mays (93), Amerikaans honkballegende
- 2025 - Lou Christie (82), Amerikaans zanger en songwriter

## Viering/herdenking
- Seychellen: Dag van de Grondwet (1993)
- Waterloodag (van 1816 tot 1940)
- Autistic Pride Day - Viering van Trots op Autisme
- Rooms-Katholieke kalender:
  - Heilige Alena van Dilbeek († 640)
  - Zalige Maria Dolorosa van Brabant († c. 1290)
  - Heilige Potentinus van Steinfeld met Felicius en Simplicius († c. 389)
  - Heilige Elisabeth von Schönau († 1164)
  - Heiligen Marcus en Marcellianus († c. 286)
  - Heiligen Martelaren van Tripoli: Leontius, Hypatius en Theodulus († c. 135)
  - Heilige Marina van Alexandrie († 5e eeuw)
  - Heilige Amandus van Bordeaux († c. 431)

## Weerextremen

### Nederland
| | Officiële records | Officiële records | Officiële records |      | Landelijke records | Landelijke records | Landelijke records |
| Gebeurtenis | Jaar              | Extreem           | Locatie           | Jaar | Extreem            | Locatie            |                    |
| --- | ----------------- | ----------------- | ----------------- | ---- | ------------------ | ------------------ | ------------------ |
| Laagste etmaalgemiddelde temperatuur (°C) | 1901, 1923        | 9,5               | De Bilt           |      | 1923               | 8,5                | De Kooy            |
| Hoogste etmaalgemiddelde temperatuur (°C) | 1957, 2013        | 22,7              | De Bilt           |      | 2022               | 26,7               | Maastricht         |
| Laagste minimumtemperatuur (°C) | 1901, 1923        | 3,3               | De Bilt           |      | 1923               | 2,4                | De Kooy            |
| Hoogste minimumtemperatuur (°C) | 2021              | 18,8              | De Bilt           |      | 2021               | 21,5               | Maastricht         |
| Laagste maximumtemperatuur (°C) | 1923              | 12,1              | De Bilt           |      | 1923               | 10,7               | De Kooy            |
| Hoogste maximumtemperatuur (°C) | 2002              | 31,1              | De Bilt           |      | 2002               | 34,7               | Arcen              |
| Hoogste uurgemiddelde windsnelheid (m/s) | 1925              | 10,8              | De Bilt           |      | 1965               | 18,0               | Valkenburg ZH      |
| Hoogste windstoot (m/s) | 1965              | 20,1              | De Bilt           |      | 2021               | 24,0               | IJmond             |
| Langste zonneschijnduur (uur) | 1955              | 15,6              | De Bilt           |      | 1978               | 16,2               | Eelde              |
| Langste neerslagduur (uur) | 1998              | 9,2               | De Bilt           |      | 1966               | 12,7               | Maastricht         |
| Hoogste etmaalsom van de neerslag (mm) | 1917              | 31,4              | De Bilt           |      | 2021               | 87,9               | Wijk aan Zee       |
| Laagste etmaalgemiddelde relatieve vochtigheid (%) | 1970              | 41                | De Bilt           |      | 1947               | 36                 | Maastricht         |
| Laagste uurwaarde luchtdruk op zeeniveau (hPa) | 1933              | 994,0             | De Bilt           |      | 1933               | 992,2              | De Kooy            |
| Hoogste uurwaarde luchtdruk op zeeniveau (hPa) | 1983              | 1030,5            | De Bilt           |      | 1983               | 1032,0             | De Kooy            |
| Officiële records worden altijd gemeten op het KNMI-weerstation in De Bilt. Landelijke records kunnen worden gemeten op elk officieel KNMI-weerstation in Nederland. |                   |                   |                   |      |                    |                    |                    |

Uitzonderlijke gebeurtenissen
- 1917 - Laatste officiële zomerse dag van het jaar (maximumtemperatuur ≥ 25 °C in De Bilt)
- 2013 - Eerste officiële tropische dag van het jaar (maximumtemperatuur ≥ 30 °C in De Bilt)
- 2021 - Officieel hoogste minimumtemperatuur in °C van het jaar gemeten in De Bilt: 18,8

### België
Dagrecords
- 1949 - Laagste etmaalgemiddelde temperatuur 9,1 °C
- 2002 - Hoogste etmaalgemiddelde temperatuur 27,8 °C
- 1925 - Laagste minimumtemperatuur 4,7 °C
- 2022 - Hoogste maximumtemperatuur 32,8 °C
- 1966 - Hoogste etmaalsom van de neerslag 39,8 mm

Uitzonderlijke gebeurtenissen
- 1966 - Neerslag tot 85 mm in Gruitrode (Meeuwen-Gruitrode) en 104 mm in La Roche-en-Ardenne.
- 2002 - Hoge minimumtemperaturen tot 23,4 °C in Leefdaal (Bertem) en met 22,3 °C een recordwaarde in Ukkel. Maximumtemperaturen lopen op tot 34,8 °C in Angleur (Luik).

<< · 1 · 2 · 3 · 4 · 5 · 6 · 7 · 8 · 9 · 10 · 11 · 12 · 13 · 14 · 15 · 16 · 17 · 18 · 19 · 20 · 21 · 22 · 23 · 24 · 25 · 26 · 27 · 28 · 29 · 30 · >>